# Vampire Journals
Vampire Journals (Alternativtitel: The Vampire Journals und Vampire Journals – Der Jäger des Bösen) ist ein rumänisch-US-amerikanischer Film von Ted Nicolaou. Der Horrorfilm von 1997 ist lose mit der Vampirserie „Subspecies“ verbunden, die 1991 mit Diener des Bösen begann.

## Handlung
Seit über 100 Jahren zieht der Vampir Zachary durch die Lande und vernichtet seinesgleichen. Seit bei seiner Verwandlung seine Geliebte starb, hat er nur noch Rache im Sinn. In Bukarest ist er hinter einem der ältesten und mächtigsten der Vampire her: Ash, ein dekadenter Unsterblicher, der in einem weitläufigen Spielcasino Orgien feiert und andere Vampire hofiert. Das als „Club Muse“ getarnte Anwesen der undurchsichtigen Iris ist Anlaufstelle für viele Vampire, auch Vertretern aus der Politik.
Ash ist hinter der Klaviermusikerin Sofia her, die gerade mit ihrem Orchester vor Ort ist. In letzter Minute kann Zacharias sie vor dem bösen Vampir retten, zögert aber zu lange, um ihn zu töten. Am nächsten Tag erhält die ahnungslose Sofia eine Einladung von Iris, für den Vampir ein Privatkonzert zu veranstalten. Sie nimmt die Einladung an und ignoriert die Zacharias’ Warnungen. Am Abend des Konzerts versucht er daraufhin in das Anwesen zu gelangen, doch die dortigen Vampire sind zu mächtig. Sofia gerät unter Ashs Einfluss und befindet sich als Gefangene auf dem Schloss. 
Zacharias sucht Ash auf, wird von diesem jedoch überwältigt und darf sich dessen Gastfreundschaft erfreuen. Als Sofia Zacharias findet, saugt dieser gerade ein junges Mädchen aus. Ash konnte so die Bindung der beiden vernichten und wirft  Zacharias hinaus. Iris soll ihn des Nachts in seinem Quartier vernichten, doch sie ist schon lange von dem Vampir angewidert und schlägt Zacharias einen Deal vor: Wenn er Sofia mitnimmt und Bukarest verlässt, so würde sie ihm freies Geleit gewähren. Zacharias kommt jedoch zu spät, Sofia ist bereits in eine Vampirin verwandelt worden und Ash ist nun ihr Meister. Zacharias greift Ash an und kämpft gegen ihn und seine ehemalige Geliebte Cassandra. Es gelingt ihm beide zu vernichten und er sucht nun mit Sofia eine Zuflucht auf. Beide gehen in eine düstere und ungewisse Zukunft.

## Hintergrund
Charles Band, Besitzer von Full Moon Pictures, unterbreitete Ted Nicolaou die Idee, eine Vampirgeschichte in einem Spielcasino spielen zu lassen. Nicolaou, verantwortlich für die Subspecies-Serie, sah diese Idee als Möglichkeit, eine andere Art von Vampiren darstellen zu lassen. Die Vampire in Vampire Journals sind weniger archaisch und brutal als in der ursprünglichen Reihe, sondern eher romantisch-verklärt und sehr kultiviert. Während die Filme der Subspecies-Reihe eher an Nosferatu orientiert sind, haben sie in Vampire Journals ihre menschliche Gestalt behalten. Verbunden wird der Film mit der Reihe durch Ash, der im Film ein ehemaliger Diener des Obervampirs Radu ist. Der Film hält sich auch an die Basisregeln der Reihe, so lassen sich die Vampire nur vernichten, wenn man ihnen den Kopf abschlägt oder sie dem Sonnenlicht aussetzt. Außerdem verwandeln sie sich beim Schlafen zurück in Leichen.
Wie bereits die Vorgänger-Filme wurde der Film an Originalschauplätzen in Bukarest gedreht. Bei den Vorsprechterminen entdeckte Nicolaou die Schauspielerin Kirsten Cerre. Cerre, die eigentlich nur die Rolle der Sofia als Widerpart für die Rollenanwärter übernommen hatte, beeindruckte Nicolaou nachhaltig und so nahm er sie in den Cast auf. Die Vorsprechtermine gestalteten sich schwierig, da Nicolaou trotz des geringen Budgets hohe Anforderungen an die Schauspieler hatte und in sowohl in den USA, als auch in Großbritannien nach Darstellern suchte.

## Kritik
Der Film wurde überwiegend mittelmäßig beurteilt. So wird übereinstimmend die „Gotik“-Optik gelobt, während die schauspielerischen Leistungen, das Drehbuch und der Spannungsbogen negativ bewertet werden.

„Eine weitere Variante des Vampir-Mythos, die erneut den sexuellen Kontext dieses Subgenres unterstreicht. Nur ist diesmal der Vampir eine Art osteuropäischer Mafiaboß und sein Widersacher ein Underground-Hippie; das Objekt der Begierde eine amerikanische Pianistin. Doch diese ungewöhnliche Personenkonstellation wird nicht genutzt, zu früh bleibt die Geschichte in den Fängen des zusammengeschusterten Plots hängen, da helfen auch die auftrumpfende Horrorfilm-Musik und die hölzernen Dialoge nicht weiter. Unterm Strich: ein blutleerer Vampirfilm.“

„Ansonsten bleibt über "Vampire Journals" zu sagen, das er wirklich gut unterhält. Für Genrefans ein echtes Muß. Auch (oder gerade) Gothicfans dürften sich von der Ästhetik des Films angesprochen fühlen und allen Leuten, denen "Interview mit einem Vampir" vielleicht nicht nur wegen der populären Hauptdarsteller gefallen hat, sei der hier Rezensierte ebenfalls ans Herz gelegt. "Vampire Journals" ist gut, schöner als "Subspecies", dafür aber auch nicht ganz so originell. Deshalb, und wegen offensichtlicher Ähnlichkeit mit anderem besagten Vampirklassiker, gibt es diesmal auch nur 3 Fledermäuse [Anmerkung: 5 Fledermäuse wäre die Höchstwertung], allerdings drei richtig gute und an alle nochmal die Aufforderung, schaut Euch die Filme an, ihr werdet wirklich überrascht sein!“